# えがわ
えがわは、福井県福井市に所在する和菓子店である。

## 概要
1937年に「江川葉舗」として創業。1980年に有限会社となり、1993年に現社名に変更した。
著名な商品は「水羊かん」で、11月から3月までの冬季期間限定販売である。製造は毎年10月下旬から開始される。夏は水羊かんの生産をしないで「水かんてん」などを生産している。2016年現在、福井における当社の水羊かん生産のシェアは2/3で、約200ある業者の中で「最大手」と新聞では紹介されている。
1985年より全国発送を開始。水羊かんの生産量は多い時で1日1万箱。煮込みから完成まで約3時間かかる。

## アクセス
- 京福バス・照手町バス停
  - すまいるバス・照手三丁目バス停